# Gohar Mamajiwala
Gohar Khayyam Mamajiwala, znana też jako Miss Gohar (ur. 19 listopada 1910 w Lahaur, zm. 28 września 1985 w Mumbaju) – indyjska aktorka, piosenkarka, producentka i właścicielka studia filmowego.

## Życiorys
Urodziła się w bogatej rodzinie Dawoodi Bohra. Gdy giznes ojca prawie upadł, a fundusze rodzinne poważnie się skurczyły, przyjaciel rodziny Homi Master, pracujący wówczas jako reżyser w Kohinoor Films, zasugerował Gohar podjęcie pracy aktorskiej.
Gohar rozpoczęła karierę w wieku 16 lat, w 1926, od filmu Baap Kamai (Fortune and the Fools) w reżyserii Kanjibhai Rathoda. W rolę bohatera wcielił się Khalil, a film wyprodukowała wytwórnia Kohinoor Films. Film stał się hitem. Gohar wraz z Jagdishem Pastą, Chandulalem Shahem, Rają Sandowem i kamerzystą Pandurangiem Naikiem założyła wytwórnię Shree Sound Studios. W 1929 wraz z Chandulalem Shahem założyła Ranjit Studios, które później było znane jako Ranjit Movietone.
W filmach śpiewała, tańczyła. Sama robiła sobie makijaż.
Przeszła na emeryturę w 1970.